# سوفیا دیونیزیو
سوفیا دیونیزیو (ایتالیایی: Sofia Dionisio؛ زادهٔ ۲۷ ژانویه ۱۹۵۳) بازیگر اهل ایتالیا است.
از فیلم‌هایی که وی در آن‌ها نقش داشته است، می‌توان به در آخرین لحظه، دوران کودکی، حرفه و نخستین تجربه جاکومو کازانووا، اهل ونیز، همسر شیطان، لب‌های داغ، سوگند پاک‌دامنی، درمانگاه عشق، نشان تو چیست؟ و دوران کودکی، حرفه و نخستین تجربه جاکومو کازانووا، اهل ونیز اشاره نمود.